# Hymenodiscus membranacea
Hymenodiscus membranacea är en sjöstjärneart som först beskrevs av Percy Sladen 1889.  Hymenodiscus membranacea ingår i släktet Hymenodiscus och familjen Brisingidae. Inga underarter finns listade i Catalogue of Life.